# Erik Nevland
Erik Nevland (* 10. November 1977 in Stavanger) ist ein ehemaliger norwegischer Fußballnationalspieler.

## Vereinskarriere
Erik Nevland stammt aus der Jugendmannschaft von Viking Stavanger, dem größten Fußballverein seiner Heimatstadt Stavanger. In der Saison 1996 kam der erst 19-Jährige nur zu einem einzigen Ligaeinsatz. Am Ende wurde sein Team Dritter und qualifizierte sich somit für den UEFA-Pokal 1997/98. Dort scheiterte man jedoch an den Schweizern von Neuchâtel Xamax bereits in der zweiten Qualifikationsrunde. In der Saison 1997 schaffte der junge Stürmer Nevland bereits 13 Saisoneinsätze und schoss dabei 5 Tore. Dies weckte das Interesse anderer europäischer Vereine und so wechselte der Norweger wie viele andere skandinavische Fußballspieler nach England. Als junges Talent beim Traditionsverein Manchester United konnte er sich jedoch noch nicht durchsetzen und kam nur auf einen Einsatz. Zwischenzeitlich wurde er zum Sammeln von Spielpraxis zurück an Viking Stavanger und an den schwedischen Rekordmeister IFK Göteborg verliehen. 2000 entschied sich Nevland endgültig wieder in seine Heimat zurückzukehren und avancierte bei Viking Stavanger zum absoluten Spitzenspieler. Gleich in der ersten Saison nach der Rückkehr schoss er in 20 Spielen 14 Tore und war damit maßgeblich am guten dritten Tabellenplatz beteiligt. Im folgenden UEFA-Pokal 2001/02 scheiterte seine Mannschaft dann in der zweiten Runde an Hertha BSC.
In der Saison 2001 schoss Nevland erneut 14 Tore und damit fast ein Drittel der gesamten Mannschaft. Abermals wurde Stavanger Dritter und qualifizierte sich für den UEFA-Pokal 2002/03. Dort war es wieder der norwegische Stürmer, der mit seinen beiden Toren maßgeblich an Vikings Sieg über den FC Chelsea beteiligt war und damit das Ausscheiden des ruhmreichen englischen Vereins besiegelte. Zu diesem Zeitpunkt erlangte der norwegische Verein erstmals größere Aufmerksamkeit im europäischen Fußballgeschäft, auch wenn man eine Runde später am spanischen Vertreter Celta Vigo scheiterte. In den Jahren 2002 und 2003 schoss der Stürmer noch 17 Tore für den Verein, eine Qualifikation für einen internationalen Wettbewerb schaffte Viking jedoch nicht. 2004 wechselte Nevland dann zum niederländischen Ehrendivisions-Verein FC Groningen. Sofort etablierte sich der Norweger als Stammspieler und schoss in der ersten Saison 16 Tore in 19 Spielen. Zusammen mit Klaas-Jan Huntelaar und Blaise Nkufo wurde er damit Vierter in der Torschützenliste, Groningen kam jedoch über den 12. Tabellenplatz nicht hinaus. In der Saison 2005/06 erreichte er mit seinem Verein dann den 5. Tabellenplatz und damit die Qualifikation zum UEFA-Pokal 2006/07. Noch vor Beginn der Gruppenphase scheiterte Groningen jedoch am serbischen Verein FK Partizan Belgrad. Erik Nevland schaffte es 2006/07 mit 13 Saisontreffern immerhin nochmals unter die Top Ten der niederländischen Torschützenliste. Groningen wurde Tabellenachter und qualifizierte sich erneut für den UEFA-Pokal 2007/08. Doch der Verein schaffte es wieder nicht in die Gruppenphase und verlor gegen den AC Florenz im Elfmeterschießen.
In der Winterpause der Saison 2007/08 wechselte Nevland für 2,5 Millionen Euro zum englischen Klub FC Fulham. Weil der Verein in der Premier League 2007/08 nicht abstieg, waren später nochmals weitere 500.000 Euro fällig. Sein erstes Spiel für Fulham absolvierte der Norweger am 3. Februar 2008 beim 2:1-Heimsieg gegen Aston Villa. Sein erstes Tor für den neuen Klub schoss er allerdings erst über 2 Monate später. Beim 2:0-Auswärtssieg über den FC Reading wurde Nevland in der 83. Minute für David Healy eingewechselt und schoss dann in der Nachspielzeit das 2:0. In der Saison erreichte er mit Fulham den 7. Tabellenplatz und damit die Qualifikation zur erstmals ausgetragenen UEFA Europa League. Mit Fulham drang Nevland in der UEFA Europa League überraschend bis ins Finale vor, wo Nevland in der 84. Minute für Damien Duff eingewechselt wurde. Die Finalniederlage (1:2 nach Verlängerung gegen Atlético Madrid) konnte er allerdings nicht verhindern. Das Finale war Nevlands letztes Spiel für Fulham. Er wechselte ablösefrei zurück nach Norwegen und heuerte bei seinem Heimatverein Viking Stavanger an.

## Nationalmannschaft
Für die norwegische Fußballnationalmannschaft bestritt Nevland bisher 8 Spiele. In der U-21-Nationalmannschaft brachte er es auf 22 Einsätze.

## Erfolge
- Norwegischer Pokalsieger: 2001
- UEFA-Europa-League-Finale: 2010